# Parides pizarro
Parides pizarro је врста лептира из породице једрилаца (лат. Papilionidae).

## Распрострањење
Врста има станиште у Бразилу и Перуу.

## Станиште
Врста Parides pizarro има станиште на копну.

## Угроженост
Подаци о распрострањености ове врсте су недовољни.